# Marijina ukazanja
Marijina ukazanja su izvješća o nadnaravnom pojavljivanju Marije, Isusove majke, ili niz povezanih takvih pojavljivanja tijekom određenog razdoblja.
U Katoličkoj Crkvi, kako bi se prijavljeno pojavljivanje klasificiralo kao Marijino ukazanje, osoba ili osobe koje tvrde da su vidjele Mariju („vidioci”) moraju tvrditi da je vide vizualno smještenu u svojemu okruženju. Ako osoba tvrdi da čuje Mariju, ali je ne vidi, to je poznato kao unutarnja lokucija, a ne ukazanje. Iz kategorije ukazanja također su isključeni snovi, vizije doživljene u mašti, navodna percepcija Marije u prirodno objašnjivim prirodnim pojavama i čuda povezana s marijanskim umjetničkim djelima, kao što su kipovi koji plaču.
Vjernici takva ukazanja smatraju stvarnim i objektivnim intervencijama božanske moći, a ne subjektivnim iskustvima koja stvaraju pojedinci koji opažaju, čak i u slučajevima kada ukazanje navodno vide samo neki, a ne svi ljudi prisutni na mjestu događaja.
Marijina se ukazanja smatraju izrazima trajne Marijine majčinske brige za Crkvu. Shvatljiva svrha svakog ukazanja je skrenuti pozornost na neki aspekt kršćanske poruke, s obzirom na potrebe određenoga vremena i mjesta. Ukazanja su često popraćena drugim navodnim nadnaravnim pojavama, poput medicinskih izliječenja. Međutim, takvi se čudesni događaji ne smatraju svrhom Marijinih ukazanja, već postoje ponajprije kako bi potvrdili i skrenuli pozornost na poruku.
Svako Marijino ukazanje često je povezano s jednim ili više naslova koji se pridaju Mariji, često na temelju mjesta ukazanja, kao što je Gospa od Pontmaina u Francuskoj (1871.). Drugi su imenovani korištenjem titule koju je Marija primjenila za sebe tijekom ukazanja, kao u slučaju ukazanja pod naslovom Majka svih Naroda (Nizozemska, 1945.-1959.).
Neka Marijina ukazanja imaju samo jednog vidioca, kao što je ono Gospe Lurdske (Bernardica Soubirous, Francuska, 1858.). Ostala ukazanja imaju više vidioca; u slučaju Gospe Fatimske (1917.), bilo je troje vidioca samoga ukazanja (Lucija dos Santos, Jacinta i Francisco Marto), ali o čudesnim pojavama izvještavalo je mnoštvo od otprilike 70 000 ljudi („ples sunca”), čak i drugi koji su bili kilometrima daleko. U drugim slučajevima, cijela velika skupina ljudi tvrdi da vidi Mariju, kao u slučaju Gospe od La Vanga (Vijetnam, oko 1800.). Neka moderna masovna ukazanja, za koja se tvrdi da su im svjedočile stotine tisuća, također su fotografirana, poput Gospe od Zeitouna (Egipat, 1968.-1971.).
Većina ukazanja uključuje verbalnu komunikaciju poruka, ali neka su i tiha, poput ukazanja Gospe od Knocka (Irska, 1879.).
Neka su ukazanja jednokratna, poput Gospe Saletske (Francuska, 1846.). Druga se ponavljaju tijekom duljeg razdoblja, poput Gospe od Lausa (Francuska, 17./18. stoljeće), kada su ukazanja trajala 54 godine. 
Tjelesni kontakt rijetko se ikada spominje kao dio Marijinih ukazanja. U rijetkim slučajevima, ostavljen je fizički artefakt, kao što je slika Gospe od Guadalupe (Meksiko, 1531.), za koju se kaže da je čudesno utisnuta na plašt Juana Diega.

## Galerija
- Gospa Saletska
- Gospa od Suza
- Gospa Fatimska
- Gospa Lurdska
- Majka svih Naroda